# Hot R&B/Hip-Hop Songs
Hot R&B/Hip-Hop Songs − jedna z wielu list przebojów regularnie opracowywanych przez amerykański magazyn muzyczny Billboard. Powstała w 1942 roku i w początkowych latach zdominowana była przez jazz, rhythm and blues, rock and roll, doo wop, soul i funk, a obecnie większość utworów w zestawieniu reprezentuje R&B i hip-hop. Notowanie przedstawia najpopularniejsze piosenki tychże gatunków, opierając się o sprzedaż singli oraz częstotliwości ich nadawania na antenach stacji radiowych.
Hot R&B/Hip-Hop Songs wielokrotnie zmieniała nazwę:
1942–1945 The Harlem Hit Parade
1945–1949 Race Records
1949–1958 Rhythm & Blues Records
1958–1963 Hot R&B Sides
1963–1965 notowanie pozostawało nieaktywne
1965–1969 Hot Rhythm & Blues Singles
1969–1973 Best Selling Soul Singles
1973–1982 Hot Soul Singles
1982–1990 Hot Black Singles
1990–1998 Hot R&B Singles
1998–2005 Hot R&B/Hip-Hop Singles & Tracks
2005–2009 Hot R&B/Hip-Hop Songs
2009 − obecnie R&B/Hip-Hop Songs

## Rekordy
Artyści, którzy wykonywali najwięcej piosenek, które uplasowały się na szczycie Hot R&B/Hip-Hop Songs:
1. Aretha Franklin – 20
1. Stevie Wonder – 20
3. Louis Jordan – 18
4. James Brown – 17
5. Janet Jackson – 16
6. The Temptations – 14
7. Marvin Gaye – 13
7. Michael Jackson – 13
9. R. Kelly – 11
10. Mariah Carey – 10
10. The O’Jays – 10